# نشر إلكتروني
النشر الإلكتروني (بالإنجليزية: Electronic Publishing أو ePublishing)‏ هو النشر الرقمي للكتب والمقالات الإلكترونية، وتطوير الكتالوجات والمكتبات الرقمية.
ولقد أصبح النشر الإلكتروني شائعاً في مجال النشر العلمي، حيث وجد أن النشر العلمي هو في مرحلة استبدال مراجعة الدوريات العلمية من قبل الزملاء.
وعلى الرغم من أن التوزيع عن طريق الإنترنت عبر المواقع مرتبط جداً بمصطلح النشر الإلكتروني، إلا أنه يوجد الكثير من طرق النشر الإلكتروني عبر الشبكة، كالموسوعات التي تكون على قرص مضغوط، بالإضافة إلى المنشورات المرجعية والفنية التي يعتمد عليها المستخدمون المتجولون بدون اتصال عالي السرعة بالإنترنت.
بينما النشر التقليدي للمعلومات يتم من خلال طباعة الكتب والصحف والمجلات وتوفيرها للقراء، كما أنه يشمل طباعة المنشورات والإعلانات التجارية وغير التجارية وتوزيعها بشكل ورقي على المهتمين. وشركة النشر التي ترغب بالترويج لكتاب معين لا يمكنها الوصول إلى قطاع واسع من الناس إلا من خلال حملة إعلانية واسعة تشمل التلفاز والمذياع والصحف والمجلات، مما يترتب على ذلك كلفة باهظة تضاف إلى ثمن الكتاب.

## التعريف
ثمة الكثير من التعاريف الدارجة للنشر الإلكتروني. يُعرِّفه الكاتب أحمد بدر في كتابه «علم المكتبات والمعلومات» بأنه «الاختزان الرقمي للمعلومات مع تطويعها وبثها وتوصيلها وعرضها إلكترونياً أو رقمياً عبر شبكات الاتصال، وهذه المعلومات قد تكون في شكل نصوص، أو صور، أو رسومات تتمُّ معالجتها آلياً«. وكذلك يعرفه الباحث شريف كامل شاهين بأنه «عملية إصدار عمل مكتوب بالوسائل الإلكترونية، وخاصة الحاسب، سواء مباشرة أو من خلال شبكات الاتصال». ويورد أبو بكر محمود الهوش في كتابه «التقنية الحديثة في المعلومات والمكتبات» بأن النشر الإلكتروني هو «الاعتماد على التقنيات الحديثة وتقنيات الاتصالات بعيدة المدى في جميع الخطوات التي تنطوي عليها عمليات النشر. ويقسم الباحث عبد اللطيف صوفي النشر الإلكتروني إلى نوعين رئيسيَّين، هما: النشر الإلكتروني الموازي (وفيه يكون النشر الإلكتروني مأخوذاً عن النصوص المطبوعة والمنشورة وموازياً لها، أي أنَّه يُنتَج نقلاً عنها ويوجد إلى جانبها) والنشر الإلكتروني الخالص (وفيه لا يكون النشر عن نصوصٍ مطبوعة، بل يكون إلكترونياً صرفاً، ولا يوجد إلا بالشكل الإلكتروني).

## التطور
توالت التطورات في مجال تقنية المعلومات وتعددت الوسائل والطرق والوسائط المستخدمة في تخزين المعلومات واسترجاعها وتبادلها عبر شبكات الحاسب المحلية والإقليمية والدولية، وكان من أهم نتائج تلك التطورات هذا النمو المضطرد في مجال النشر الإلكتروني، فعلى سبيل المثال كشفت إحدى الدراسات التي أجريت بين عامي 1985م - 1994م أن عدد قواعد المعلومات المتاحة بالاتصال المباشر يزداد بنسبة 28% في العام، وأن عدد قواعد المعلومات المخزنة على أقراص مدمجة ينمو بنسبة 100% في العام، بينما لا تتجاوز نسبة النمو في المطبوعات التقليدية عن 12 - 15% في العام، وهو الأمر الذي دعت اليه بعض المبررات التي من أهمها ما يلي:
- ان اللجوء إلى مصادر المعلومات المحسبة قد يشكل حلا مثاليا للقضاء على مشكلة ضيق المكان المخصص لمصادر المعلومات التقليدية التي تعاني منها المكتبات نظرا لصغر حجم الوسائط المحسبة وعظم ما تحتويه من معلومات.

ر تتيح مصادر المعلومات المحسبة الفرصة لاستخدامها من قبل عدد كبير من الباحثين أينما كانوا دونما اعتبار لحدود المكان أو الزمان.
ر سهولة التوزيع وسرعته علاوة على انتفاء مشكلة نفاد النسخ، فهي تحت الطلب في أي مكان وزمان، فنسخة واحدة من الكتاب كافية للوصول إلى ملايين القراء في أنحاء العالم وفي الوقت ذاته.
- السهولة والمرونة في تحديث البيانات وإصدار الطبعات الجديدة على فترات مناسبة.
- تعتمد مصادر المعلومات المحسبة على نظم آلية متطورة في التكشيف واسترجاع المعلومات تمكن الباحث من إجراء عمليات الربط بين الواصفات وتقييدها أو توسيع دائرة البحث وتضييقها بما يحقق نتائج مرضية. وهذا ملا يمكن تحقيقه باستخدام المصادر التقليدية.

## الفرق عن النشر المكتبي
الفرق بين النشر الإلكتروني وبين النشر المكتبي:
- النشر الإلكتروني: استخدام الاجهزة الالكترونية في مختلف مجالات الإنتاج والإدارة والتوزيع للبيانات والمعلومات وتسخيرها للمتستفيدين، فيما عدا ان المواد المنشورة لا يتم اخراجها ورقياَ بل يتم توزيعها على وسائط إلكترونية.
- النشر المكتبي: هو عبارة عن برمجيات خاصه مع حواسيب مايكروية وطابعات ليزرية غير مكلفه تنتج صفحات بطريقة منظمة ومعدة بصورة جذابة يمكن من خلالها الحصول على خطوط بأنواع وأشكال مختلفة.

## ميزات النشر إلالكتروني
توجد عدة أسباب للنشر الإلكتروني ومنها:
1. خفض نفقات التكلفة.
2. اختصار الوقت.
3. زادة الكفاءة والفعالية في استخدام المعلومات.
4. تماشيا مع تطور ايقاع الحياة في المجتع.
5. قارب بين الناس فاختصر الزمان والمكان.
6. القضاء على مركزية وسائل الاعلام.
7. زوال الفروق التقليدية بين وسائل النشر المختلفة.
8. تكوين واقع جديد وهو الواقع الافتراض.

مراحل تطور تقنية المعلومات وصولاَ للنشر الإلكتروني:
- المرحلة الأولى: الطباعة التقليدية للكتب والدوريات.
- المرحلة الثانية: تحويل المعلومات من شكلها التقليدي الي الشكل الاليكتروني.
- المرحلة الثالثة: نشر المعلومات اليكترونياَ دون أن يكون لها أصل ورقي.
أسباب اللجوء للنشر الإلكتروني:
- اللاجماهيرية: امكانية توجيه المنتج لفرد أو جماعة
- اللاتزامنية: امكانية استقبال المنتج المنشور في أي وقت.
- القابلية للتحويل من وسيط لآخر
- الشيوع والانتشار عبر نطاقات واسعه.

## متطلبات صناعة النشر الإلكتروني
1. البنية التحتية اللازمة، اتصالات حواسيب معلومات ونظم التوزيع.
2. الموارد البشرية من حيث التكوين ومن حيث التدريب.
3. التشريعات الضرورية لتنظيم عملية النشر الإلكتروني.
4. المناخ العام في المجتمع الفكري، الاجتماعي، الثقافي والسياسي.

## أمثلة
صيغ إلكترونية من الوسائط التقليدية:
- قرص مضغوط
- كتاب إلكتروني
- صحيفة إلكترونية
- مجلة إلكترونية

صيغ إلكترونية جديدة:
- مشاركة الملفات
- بودكاست
- المدونات
- نظام إدارة المحتوى
- البرمجيات التعاونية

- إعلان على الإنترنت
- طباعة عند طلب
- تسويق إلكتروني
- توزيع رقمي

- نشر ذاتي
- القضايا القانونية المتعلقة بالتجارة الإلكترونية
- اللائحة التنظيمية للنشر الإلكتروني بالسعودية
- مكتبة رقمية